# Kourfeye Centre
Kourfeye Centre este o comună rurală din departamentul Filingue, regiunea Tillabéri, Niger, cu o populație de 44.290 de locuitori (2001).